# ヨーダ
ヨーダ（Yoda）は、アメリカ合衆国のSF映画『スター・ウォーズ』シリーズに登場する架空の人物（クリーチャー）である。性別は男性。

## 概要
生ける伝説と称されるジェダイ・マスター。ダース・ベイダーやR2-D2と並ぶ『スター・ウォーズ』のシンボル的キャラクターである。
「マスター・オブ・ジ・オーダー（ジェダイ評議会の長）」とジェダイ・オーダーの指導者である「グランド・マスター」を兼任しており、その権威の前では同じ「マスター・オブ・ジ・オーダー」であったジェダイ・マスターのメイス・ウィンドゥでさえヨーダに意見を伺う一評議員の立場に過ぎなかった。
身長は66cmで短い白髪と皺とを蓄えた緑色の肌に質素な衣服と杖を持った小柄な老人の姿をしている。銀河系最高の剣士として知られ、とりわけ脚力は格段に発達しており戦闘に於いてはライトセーバーを手に縦横無尽に跳ね回る体術（フォームIV「アタール/アタロ（Ataru）」）を駆使する。その実力はジェダイの中でも屈指のものであり、卓越したライトセーバーの技術とその強力なフォースにより史上最強と讃えられかつての弟子であるドゥークー伯爵や宿敵ダース・シディアスら強大なシスとも互角以上に戦う上に彼らを逃げ腰にさせる程である。このフォースを操る術は晩年になっても殆ど衰えず、大型の戦闘機を持ち上げて動かしてもいる。
種族に関しては『エピソード1』でジェダイ評議員の一人として登場していたヤドルという女性のジェダイ・マスターと、ドラマ『マンダロリアン』に登場するグローグー（ザ・チャイルド）がヨーダと同じ種族である事しか知られておらず彼らの出身地及び種族名は今の所公式には明かされていない。
劇中では高齢により衰えた体力をカバーする為にフォースを自らに対して用いることでアクロバティックな動作を可能としている。また体が非常に小さい為ライトセーバーも小型サイズである。ライトセーバーの色は緑。
ただしヨーダ級のジェダイ・マスターは最早ライトセーバーを使わずとも十分に戦闘可能であるといわれている。実際ドゥークー伯爵との決闘の時ヨーダは約数十年振りにライトセーバーを握ったとされている。
およそ9世紀にも亘る永い生涯の内約800年以上をフォースの導き手として後進の育成に努め、主に年少のパダワン（弟子）の指導に携わっていた。更にジェダイ評議会の最長老として誰よりも深い洞察力を以て多くのジェダイ達をあるべき方向へと導いた。
主な弟子にルーク・スカイウォーカー、ドゥークー伯爵（ダース・ティラナス）、キ＝アディ＝ムンディらがいる他、ジェダイ候補生達がパダワンになる前の幼年クラスを教えており全てのジェダイの師とも言える。このため劇中でも二人称として「我が弟子」を使うほか、オビ＝ワン・ケノービは直接の師弟関係は無いものの実質的には直弟子同様の扱いを受けている。
銀河共和国末期、古の予言にある「選ばれし者」の可能性を秘めた少年アナキン・スカイウォーカーと初めて対面した時ヨーダはこの少年がジェダイの修行を始めるには余りにも年を取り過ぎているという判断を下す。ヨーダにはアナキンの曇った未来が十分に予見出来ず、彼を訓練するには大変大きな危険が伴うと判断したのである。しかしナブーの戦いに於けるアナキンの活躍を知った評議会は後に彼の訓練に賛成し、ヨーダも他の評議員の総意に押されて止む無く以前の判断を撤回した。結果としてこの判断は銀河の歴史を闇が覆い尽す暗黒の時代へと変えてしまうこととなった。
銀河の平和と秩序の維持に生涯の殆どを捧げたヨーダだったが、彼を以てさえしてもシスの暗黒卿ダース・シディアス（パルパティーン元老院最高議長）の野望を阻止することは出来なかった。パルパティーンの正体がシスであることさえ完全には見抜けなかったのである。ダース・ベイダーとなったアナキン・スカイウォーカーとシディアスの発したオーダー66によるクローン・トルーパーの反乱によって多くのジェダイが非業の死を遂げる中、フォースの察知力とチューバッカらの助けによって難を逃れたヨーダは銀河皇帝となったシディアスに一騎討ちを挑む。一進一退の激しい攻防が続くが次第に地の利を無くし勝ち目が無いと悟ったヨーダはベイル・プレスター・オーガナの助けで辛くも逃げ延びる。その後銀河帝国によるジェダイ狩りから逃れる為に薄暗い未開のジャングルの広がる惑星ダゴバの湿地帯で隠遁生活を送ることを決めた。やがて銀河帝国に反旗を翻すべき時が訪れるまで僅かに生き残ったジェダイ達はその時代の到来を待つこととなる。またその間にヨーダとオビ＝ワンは既にこの世を去っていたクワイ＝ガン・ジンから新たなフォースの術を学ぶのであった。『エピソード3』のラストシーンではヨーダはクワイ＝ガン・ジンと交信しており、小説版では「君のアプレンティス（弟子）になる」という台詞がある。
その後は長く孤独な隠遁生活が続くことになるが、帝国誕生の22年後アナキンの才能を受け継いだ息子・ルークが遙々ヨーダを訪ねて来た。ヨーダはアナキンに対してのアドバイスが失敗したことで現在の状況を作ってしまった過去と、その息子であるルークも同じ性情を持っていたことから弟子にすることに消極的であり、簡単に弟子にしようとは思わなかった。オビ＝ワンの助言で生涯の最後の務めとしてルークをジェダイとして鍛えることを決意するもののルークはあまり彼の助言を聞こうとはせず、それどころか危機に陥る仲間を助けようとしてヨーダの制止も聞かずに修行を中断して飛び出してしまう。しかし失敗を乗り越えて心を入れ替えたルークは自分を戒めて逞しく成長し、ヨーダも教えることは何もないと認めるほどとなった。重い病によって衰弱し切ったヨーダは一年ぶりに訪れたルークに全ての事実を打ち明けると自ら肉体を消滅させ、静かに900年の永い生涯を終えた。
旧ジェダイ・オーダーの時代には一貫して荘厳にして厳格であったのに対し、隠棲の後の彼は長い孤独や自責の念からか幾分角の取れた性格になっている。それ故にジェダイの素質の一つである忍耐力を見極めるために自らルークを試した際には終始滑稽な道化を演じ切って見せるなどオーダー時代には見せなかった意外な一面も見せている。晩年には咳き込む場面が増え、自身も悟っていた通りに病で没するも死してなお霊体となりルークを後押しし続けた。
やがてエンドアの戦いでルークはベイダーに打ち勝ち、父を改心させることに成功する。善の心を取り戻したアナキンは遂にパルパティーンを滅ぼし、ここに「選ばれし者」の予言を成就させた。この戦いの祝賀会の最中ルークは自分を見守るヨーダとオビ＝ワン、そしてアナキンの霊体を垣間見るのであった。
エンドアの戦いの30年後、ファースト・オーダーとレジスタンスによる戦いが激化する中でヨーダは惑星オク＝トーに隠遁していたルークの元に霊体として再び現れる。ルークは過去のベン・ソロに対する失敗がきっかけで周囲から距離を置いていたがヨーダは失敗から立ち直り、それも含めた自らの経験を弟子に伝えるよう促した。このやり取りがルークの心を動かし、レジスタンスやレイへの手助けに繋がることとなる。

## ヨーダのモデル
ヨーダのモデルについてはデザインをしたスチュアート・フリーボーンが自分自身を基にして目をアルベルト・アインシュタインとミックスしたとDVD-BOX「STAR WARS TRILOGY」の特典ディスクで証言している。
また、黒澤明監督の代表作「姿三四郎」のさいづち和尚とよく似た部分が多いこともよく指摘されている。
瀬戸川猛資は著書『夢想の研究―活字と映像の想像力』の中でヨーダのイメージには老子が元にあり、またアメリカで公開された映画『宮本武蔵』の沢庵も影響している可能性があると指摘した。

### 名前とモデル説
名前の由来に関しては諸説あるが、明確な答えは公式には提示されていない。
溝口健二監督の中期から後期の脚本を手がけた大阪芸術大学元映像学科長の依田義賢であるという説は有名である。論拠としては、ルーカスが溝口健二監督のファンであり、ルーカスからヨーダのぬいぐるみが依田義賢に届けられたという話があること、ルーカスは「あなたの耳は面白い形をしている」と依田教授に言ったこと、取材時に「ヨーダのモデルはあなたですか?」の問いに依田教授が笑って答えを返さなかったこと、などが挙げられている。
イギリスの映画評論家トニー・レインズは「日本の脚本家・依田義賢が、ヨーダのモデルである」と発言している。レインズは、「依田がサンフランシスコのフィルムアーカイブで講演した際、フランシス・F・コッポラが聴講したのち、依田をルーカスに紹介したのが、依田とルーカスとの出会いである」としている。この件に関しては、ルーカスも認めているとレインズは語っている。つまりこの講演会がルーカスと依田を結び付けたという。この講演会については、依田の実の息子であり現大阪芸術大学芸術学部教養課程主任教授である依田義右も、その事実を認めている。
なお、ルーカス本人は1999年6月2日の来日時の記者会見で糸井重里の発した「ヨーダの元は依田さんですか?」との質問に対して「NO」と明確に否定している。
また、ヨダ（Yoda）という姓の日本人女性が「ヨーダ」と間違われ、実名が原則のSNSサイト「Facebook」の登録を拒否されたという事例が発生している。

## キャラクター制作
『スター・ウォーズ エピソード5/帝国の逆襲』の製作は、1979年より始まっていたが、スチュアート・フリーボーンによるデザインのみが決まっていたヨーダを現実化する方策を、ルーカス・フィルムは持っていなかった。この問題の解決にあたったのが、製作者ゲイリー・カーツだが、彼はマペット映画で知られるジム・ヘンソンのもとを訪ね、ヘンソン社の協力を取り付けた。
ジム・ヘンソンは当時、『セサミストリート』、『マペットショー』などのテレビ番組制作に並行して、マペットを使用した本格的なファンタジー映画の製作を準備中で、この製作チームの中から、フランク・オズやウェンディ・ミッドナー、キャスリン・ミュレンを始めとする人形製作チームがルーカス・フィルムの撮影現場に加わり、ヨーダのキャラクターを実現することとなった。ヨーダはラテックスの皮膚を持つリアルな人形キャラクターの原型となったが、これらヘンソン社の造形・操演チームの努力は後に映画『ダーククリスタル』として、結実することとなる。
なおヨーダの声の担当として、多くの候補がオーディションを受けたが、最終的にヨーダを操演した本人であるフランク・オズが担当することとなったことについて、「極めて個性的な声ながら、彼以上にヨーダの本質を捉えている人はいなかった」とゲイリー・カーツが語っている。日本語吹き替えは『エピソード1～3』では永井一郎が演じているが、『エピソード4 - 6』は度々キャストが変更されている。オリジナル劇場公開時（『エピソード5』のみ）こそ、『エピソード1 - 3』と同じ永井の吹き替えであったが、現在発売されているDVDでは辻村真人へと変更されている。
CGキャラクターが跋扈した『エピソード1』でも一部を除いてパペットで演じられたが（パペットは一度リテイクされ、NG版はヤドルに流用されている）、『エピソード2』、『3』では遂にヨーダもフルCG化され、半透明の材質を表現する新技術「サブサーフェイス・スキャタリング」によりリアルな肌の表現がなされた。特に『エピソード2』終盤の、従来のヨーダの印象を完全に覆したダイナミックなライトセーバー戦はCGならではの物であった。一方、ライトセーバー戦の相手にとっては難しい演技を要求されるようになったらしく、『エピソード3』でヨーダと対決したパルパティーン役のイアン・マクダーミドは「相手が見えないので非常に難しかった」と語っている。なお『エピソード2』ラスト近くでヨーダがクローン戦争の始まりを告げるシーンは、ヨーダの表情になかなかルーカスのOKが出ず、ILMのCGスタッフの間では担当者がなかなか家に帰れないということで「家庭不和製造ショット」と呼ばれていた。2011年に発売されたブルーレイ版では、『エピソード1』のヨーダも全てCGに置き換えられている。
『エピソード8/最後のジェダイ』では、『エピソード5』当時の型を用いて再びパペットが製作され、同作に登場している。

## 日本語吹き替え
- 永井一郎 - 劇場公開版『エピソード5』、新三部作からクローン・ウォーズまでの全作品、パチンコ『CRフィーバースター・ウォーズ ダース・ベイダー降臨』、東京ディズニーランド『スター・ツアーズ:ザ・アドベンチャーズ・コンティニュー』、『オビ＝ワン・ケノービ』※初代専属
- 多田野曜平 - 『反乱者たち』以降の各種作品※2代目専属
- 辻村真人 - ソフト版『エピソード5～6』、ゲーム『スター・ウォーズ ローグ スコードロン III』『スター・ウォーズ リパブリック・コマンド』
- 高木均 - 日本テレビ版『エピソード5～6』
- 内田稔 - テレビ朝日版『エピソード5』
- 塾一久 - アニメ『ヨーダ・クロニクル』『ドロイド・テイルズ』
- 石井康嗣 - アニメ『ロボット・チキン』
- 落合弘治 - 『マペットのメリー・クリスマス』

## ゲーム
バンダイナムコゲームスから発売された対戦型格闘ゲーム『ソウルキャリバーIV』に操作キャラクターとしてヨーダとダース・ベイダーが特別出演している。デフォルト状態ではヨーダはXbox 360版、ダース・ベイダーはプレイステーション3版のみでしか使用できないが、ダウンロード販売でキャラクターを追加購入することで直接対決が可能となる。
エレクトロニック・アーツから2017年に発売されたアクションシューティングゲーム「Star Wars BATTLE FRONT 2」では銀河共和国のヒーローキャラクターとして使用可能である。

## 通称として
スター・ウォーズのヒットと共にヨーダも人気キャラクターとなったため、アメリカでは指導的な立場にある人格的に優れた高齢者が「ヨーダ」の渾名で呼ばれることがある。
例として、90代ながら現役の国防官僚だったアンドリュー・マーシャルは「国防総省のヨーダ」と呼ばれていた。